# Verrucosa lampra
Verrucosa lampra är en spindelart som först beskrevs av Soares och Camargo 1948.  Verrucosa lampra ingår i släktet Verrucosa och familjen hjulspindlar. Inga underarter finns listade i Catalogue of Life.